# Eclipsea
Eclipsea is een geslacht van vlinders van de familie spinneruilen (Erebidae), uit de onderfamilie Calpinae.

## Soorten
- E. luna Hampson, 1891
- E. maculapex Hampson, 1893
- E. subapicalis Swinhoe, 1905